# NGC 5879
NGC 5879 est une galaxie spirale relativement rapprochée et située dans la constellation du Dragon. Sa vitesse par rapport au fond diffus cosmologique est de 835 ± 5 km/s, ce qui correspond à une distance de Hubble de 12,32 ± 0,87 Mpc (∼40,2 millions d'al). NGC 5879 a été découverte par l'astronome germano-britannique William Herschel en 1788.

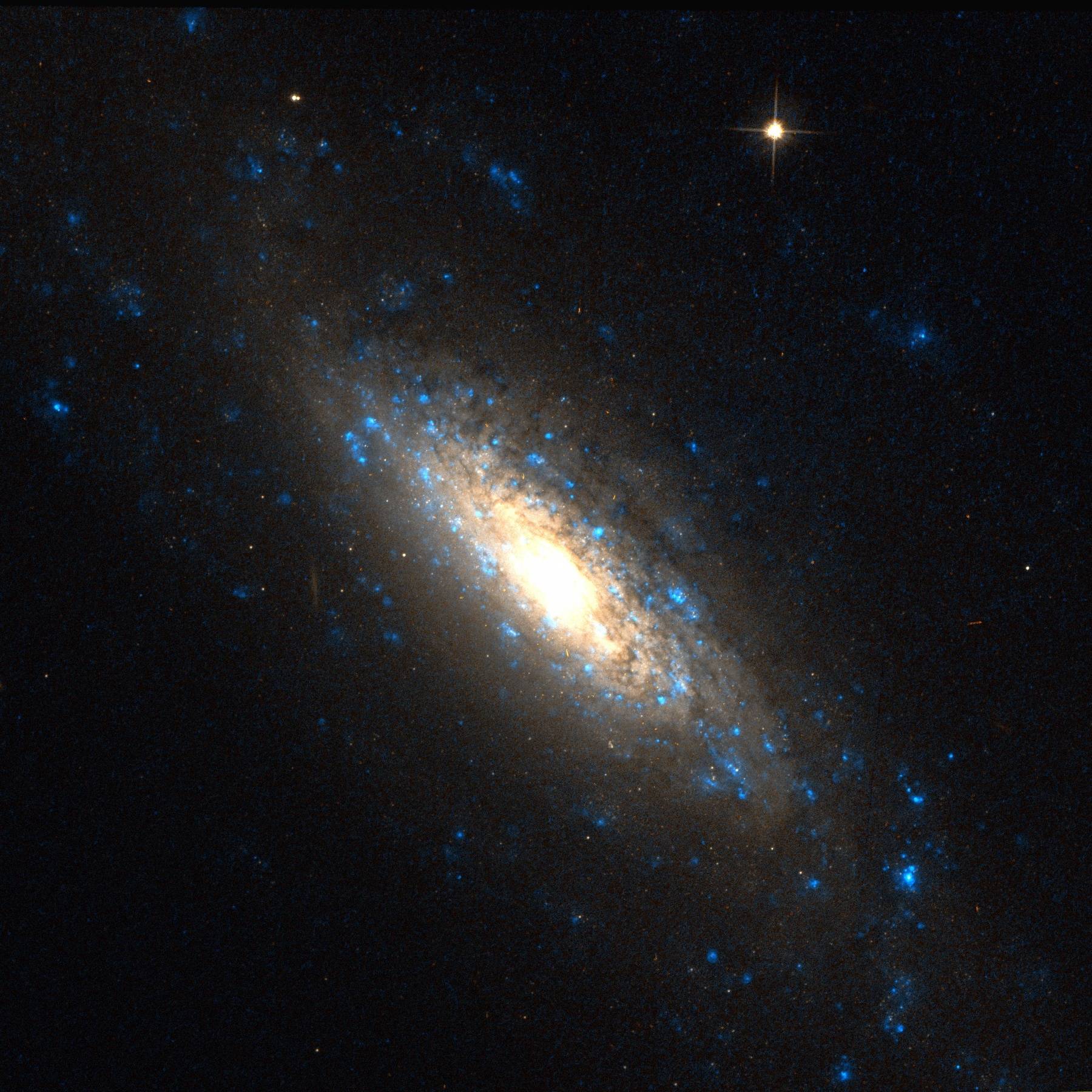
NGC 5879 par le télescope spatial Hubble.

La classe de luminosité de NGC 5879 est II-III et elle présente une large raie HI. De plus, c'est une galaxie LINER, c'est-à-dire une galaxie dont le noyau présente un spectre d'émission caractérisé par de larges raies d'atomes faiblement ionisés.
À ce jour, 25 mesures non basées sur le décalage vers le rouge (redshift) donnent une distance de 14,616 ± 3,178 Mpc (∼47,7 millions d'al). La vitesse radiale de 771 km/s de cette galaxie est trop faible et on ne peut pas utiliser la loi de Hubble-Lemaître pour calculer sa distance à partir du décalage vers le rouge. Cependant la valeur obtenue est assez semblable aux résultats des mesures indépendantes du décalage.

## Trou noir supermassif
Selon une étude publiée en 2009 et basée sur la vitesse interne de la galaxie mesurée par le télescope spatial Hubble, la masse du trou noir supermassif au centre de NGC 5879 serait comprise entre 2,4 millions et 8,5 millions de {\displaystyle M_{\odot }}.

## Supernova
La supernova SN 1954C a été découverte dans NGC 5879 le 27 septembre 1954 par l'astronome suisse Paul Wild de l'université de Berne. Le type de cette supernova n'a pas été déterminé.

## Groupe de NGC 5907
NGC 5879 est une galaxie brillante dans le domaine des rayons X et elle fait partie du groupe de NGC 5907. Selon un article publié par Sengupta et Balasubramanyam en 2006, ce groupe de galaxies compte au moins cinq membres. Les quatre autres galaxies sont  M102, NGC 5907, UGC 9776 et NGC 5866B (PGC 54267). M102 est désigné comme NGC 5866 dans l'article de Sengupta et Balasubramanyam.
Ce même groupe est aussi mentionné dans un article publié par A.M. Garcia en 1993, mais la galaxie NGC 5866B n'y figure pas.
Abraham Mahtessian mentionne aussi ce groupe mais avec seulement trois galaxies : NGC 5866, NGC 5879 et NGC 5906. NGC 5906 est en réalité une partie de la galaxie NGC 5907.